# Natale con i tuoi (film)
Natale con i tuoi (A Merry Friggin' Christmas) è un film del 2014 diretto da Tristram Shapeero, con protagonisti Robin Williams e Joel McHale.

## Trama
Il desiderio di Natale di Boyd Mitchler è quello di regalare al figlio di sette anni un altro magico Natale, dal momento che il piccolo crede ancora in Babbo Natale. Le sue paure nascono dal fatto che per la prima volta, dopo tanti anni, Boyd trascorrerà con suo figlio le feste natalizie in casa di suo padre, che lui ha sempre accusato di avergli rovinato la magia del Natale quando era piccolo. I suoi timori si rivelano presto fondati e, come se non bastasse, Boyd dimentica a Chicago il regalo per il figlio. Per evitare che il Natale si trasformi in una rovina, Boyd parte alla volta di Chicago insieme al padre e al fratello mentalmente instabile per recuperare il regalo prima che il figlio si svegli e scopra che Babbo Natale non esiste.

## Accoglienza
Il film ha ricevuto critiche generalmente negative: ottiene il 18% delle recensioni professionali positive sul sito Rotten Tomatoes, con un voto medio di 3,4; sul portale Metacritic ottiene un punteggio di 28 su 100, mentre sul database di film e informazioni sul cinema IMDb ottiene 5,1 punti su 10, basato su 5276 voti.